# Onychoprion lunatus
El gaviotín pascuense (Onychoprion lunatus), también conocido como manu tara, pākalakala, charrán lunado o gaviotín espectacular, es una especie de ave caradriforme de la familia Sternidae que vive en el océano Pacífico.

## Descripción
Mide entre 35 y 36 cm de largo. Su píleo es negro y tiene una lista superciliar blanca que se prolonga sobre la frente en forma de media luna que le da nombre. Tiene una línea negra desde la comisura del pico hasta la nuca cruzando los ojos. Sus mejillas, garganta, cuello y partes inferiores son blancos. Su dorso, cobertoras y supracaudales son grises con leves tonos parduscos. Sus alas y cola son grises. Su pico y patas son negros.

## Distribución y hábitat
El charrán lunado anida en las islas tropicales del Pacífico. El límite norte de su área de nidificación está en las islas de Sotavento del archipiélago de Hawái (con la población más grande en la isla Lisianski) y dos islotes junto a Oahu, en el este llegan hasta las islas Tuamotu, presentando colonias en las islas de la Sociedad, las islas de la Línea, islas Fénix, islas Marianas y en Samoa Americana. Sus límites reproductivos meridional y occidental, respectivamente, son Fiyi y la isla de Pascua. Fuera de la temporada de cría son en parte migradores, las aves de las islas Hawái viajan al sur. Se cree que las aves del resto del Pacífico también migran, y se dispersan llegando tan lejos como Papúa Nueva Guinea y las Filipinas.